# Alfredo Quesada
Alfredo Quesada Farías (Talara, 22 de setembre de 1949) fou un futbolista peruà de la dècada de 1970.
Va formar part de l'equip peruà a la Copa del Món de 1978.
Pel que fa a clubs, defensà els colors de Sporting Cristal.